# Impulsvolumen
Das Impulsvolumen ist ein charakteristisches Merkmal für Radar und beschreibt das gemeinsame Auflösungsvermögen des Radargerätes nach der Entfernung und nach den Winkelkoordinaten. Grundsätzlich gilt, dass, wenn sich mehrere Ziele innerhalb des Impulsvolumens befinden, keine Zieltrennung erfolgt. Durch das Radar wird nur ein Zielzeichen dargestellt.
Gewöhnlich nimmt man an, dass das Impulsvolumen durch die Halbwertsbreite φ des Antennenrichtdiagramms begrenzt wird. Hier werden zwei wichtige Daten aus dem Antennendiagramm genutzt, um eine Fläche zu definieren: die vertikale Halbwertsbreite {\displaystyle \varphi _{\mathrm {el} }} und die horizontale Halbwertsbreite {\displaystyle \varphi _{\mathrm {az} }} der Antenne. Diese beiden Werte sind Bestandteil des Winkelauflösungsvermögen des Radars. Als dritte Koordinate für ein Volumen wird noch die Entfernung eingesetzt, die sich aus der gesendeten Impulsdauer {\displaystyle \tau _{i}} des Radargerätes und der Lichtgeschwindigkeit errechnet. Dieser Wert wird als Entfernungsauflösung des Radars bezeichnet.

## Entfernungsauflösung
Der minimale Zielabstand (Entfernungsauflösung {\displaystyle S_{\mathrm {r} }}) ergibt sich aus den Größen Sendeimpulsdauer {\displaystyle \tau _{i}}, Lichtgeschwindigkeit {\displaystyle c_{0}}, und Faktor ½ (Hin- und Rückweg des Sendesignales):
{\displaystyle S_{\mathrm {r} }={\frac {c_{0}\cdot \tau _{i}}{2}}}
Für eine gute Entfernungsauflösung wird also ein möglichst kurzer Sendeimpuls gebraucht. Alternativ dazu gibt es die Möglichkeit, mit Hilfe des Pulskompressionsverfahrens eine bessere Auflösung zu erreichen.

## Winkelauflösungsvermögen
Das Winkelauflösungsvermögen eines klassischen Impulsradargerätes wird durch die Antennenparameter bestimmt. Das Winkelauflösungsvermögen wird hier auf ähnliche Weise ermittelt wie in der Optik mit dem Rayleigh-Kriterium. Der Winkelabstand zwischen zwei Zielen sollte größer sein, als der Nullwinkel, also dem Winkel zwischen dem Maximum und der ersten Nullstelle. Dieser Nullwinkel lässt sich bei Radargeräten schlecht messen, weil er meist entweder mit Rauschen überlagert oder durch Schwellwertschaltungen verdeckt wird. Deswegen wird bei Radargeräten oft die Halbwertsbreite der Hauptkeule der Antenne für die Bestimmung des Winkelauflösungsvermögens genutzt, welche mit ausreichender Genauigkeit ähnlich groß wie der Nullwinkel ist.
Generell gilt: wenn zwei Ziele sich in der gleichen Entfernung innerhalb des Öffnungswinkels Θ der Hauptkeule des Antennendiagramms befinden, so werden sie als ein Ziel dargestellt.

### Azimutauflösung

Trigonometrische Beziehungen bei der Azimutauflösung

Die Azimutauflösung gibt bei Zielen mit gleicher Entfernung zur Antenne an, welchen Mindestabstand die Ziele tangential zueinander haben müssen, damit sie im Seitenwinkel (Azimut) unterschieden werden können. Im Gegensatz zur Entfernungsauflösung ist die Azimutauflösung zusätzlich noch entfernungsabhängig. Der mathematische Zusammenhang lässt sich an dem rechtwinkligen Dreieck aus der Grafik wie folgt darstellen:
{\displaystyle S_{\mathrm {A} }=2\cdot R\cdot \sin {\frac {\Theta }{2}}}
{\displaystyle S_{\mathrm {A} }} = Azimutauflösung
R = Schrägentfernung Ziel - Antenne
Θ = Öffnungswinkel der Hauptkeule (griechischer Buchstabe: Theta)

### Höhenwinkelauflösung
Die Höhenwinkelauflösung gibt bei Zielen mit gleicher Entfernung zur Antenne an, welchen Unterschied im Flightlevel (Abstand in der Höhe) die Ziele zueinander haben müssen, damit sie im Höhenwinkel unterschieden werden können. Dieser Parameter ist nur bei 3D-Radargeräten wichtig, da 2D-Radargeräte ohnehin ein Fächer-Diagramm oder ein Cosecans²-Diagramm haben und verschiedene Ziele, die sich bei sonst gleichen Koordinaten nur im Höhenwinkel voneinander unterscheiden, nur als ein einzelnes Ziel erkennen können.
Zur Berechnung der Höhenwinkelauflösung kann die Formel der Azimutauflösung verwendet werden, wenn als Wert für den Öffnungswinkel der Antenne deren Halbwertsbreite im Höhenwinkel eingesetzt wird.
Bei Phased-Array-Antennen, die das Diagramm im Höhenwinkel elektronisch schwenken, kann es durchaus vorkommen, dass eines der beiden Ziele auch durch einen Radarstrahl einer zweiten Richtung erfasst wird. Hier kann der Radar Data Processor ausnahmsweise durch die schnelle Bewegung des Radarstrahls doch beide Ziele trennen, obwohl sie eigentlich zu dicht übereinander fliegen und sich demzufolge beide innerhalb des Impulsvolumens befinden.